# Юрій Таруський

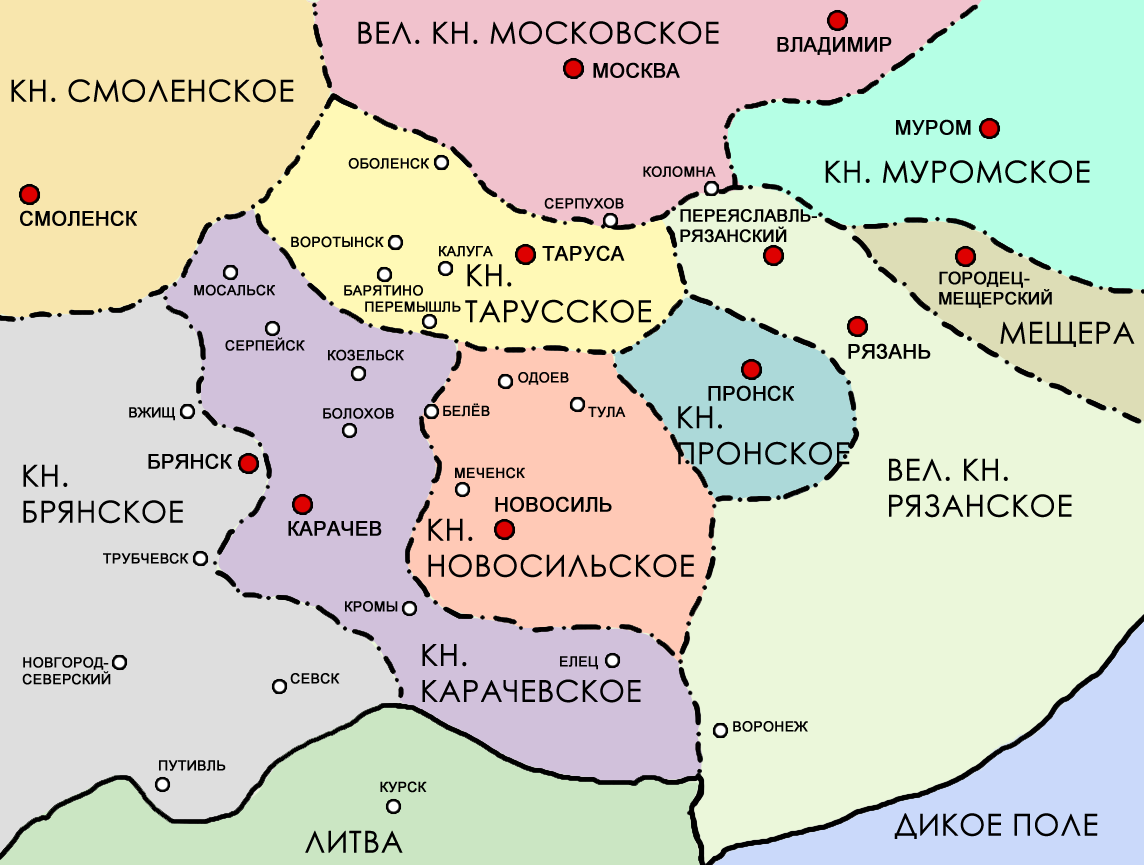
Верховські князівства у XIII—XIV століттях

Юрій Михайлович Таруський (XIV ст.) — руський князь з династії Ольговичів. Перший відомий князь Таруський. Легендарний родоначальник російських княжих родів Оболенських, Волконських, Мишецьких, Конинських.
Згідно московських родовідних книг XVI—XVII століть Юрій був сином великого князя Михайла Чернігівського, що був вбитий в Золотій Орді у 1246 — і ця дата вважається роком відокремлення Таруського князівства від Чернігівського. Український історик і генеолог Леонтій Войтович теж підтримує цю версію.
Однак більшість сучасних дослідників вважають цю версію походження Юрія Таруського пізнішою вигадкою, оскільки між згадками синів Юрія та смертю Михайла Всеволодовича прогалина в більш ніж 100 років. Сумніви щодо цієї версії родоводу висловлював російський історик і генеалог Миколай Баумгартен.

## Діти
- Семен, князь Конінський і Спажський. Помер за життя батька в другій половині XIII ст. Родоначальник князів конінських і спаських.
- Всеволод Орехва, князь Таруський (друга половина XIII — початок XIV ст.)
- Михайло, князь Мишецький (друга половина XIII — початок XIV ст.), родоначальник князів мишецьких.
- Іван Великий
- Костянтин, князь Оболенький, (друга половина XIII — початок XIV ст.), родоначальник князів оболеньких.
- Іван Менший Товста Голова, князь Волконський, (друга половина XIII — початок XIV ст.), родоначальник князів волконських
- Ксенія (†1313), у 1265 р. видана за тверського князя Ярослава Ярославича. Прийняла чернецтво під ім'ям Марія[3].